# One Way Street
One Way Street è un film muto del 1925 diretto da John Francis Dillon.
È un film drammatico statunitense con Ben Lyon, Anna Q. Nilsson, Marjorie Daw, Dorothy Cumming e Lumsden Hare. È basato sul romanzo del 1924 One Way Street di Beale Davis. È incentrato sulle vicende di una donna dell'alta società (interpretata dall'attrice svedese Anna Q. Nilsson) che si scopre essere molto più vecchia di quanto appare esternamente grazie ad alcuni sofisticati interventi chirurgici a cui si era sottoposta decenni prima. Il soggetto è simile a quello del film Il prezzo della vanità del 1924, interpretato ancora dalla Nilsson.

## Produzione
Il film, diretto da John Francis Dillon su una sceneggiatura di Earl Hudson, Mary Alice Scully e Arthur F. Statter con il soggetto di Beale Davis (autore del romanzo), fu prodotto da Earl Hudson per la First National Pictures.

## Distribuzione
Il film fu distribuito negli Stati Uniti dal 12 aprile 1925 al cinema dalla First National Pictures. È stato distribuito anche in Brasile con il titolo As Duas Juventudes e in Francia con il titolo Le Masque brisé.

## Critica
Secondo Fantafilm il film è un "melodramma" che "si aggiunge ad altre pellicole che negli anni '20, con velati accenni di satira sociale, fantasticavano sugli elisir dell'eterna giovinezza risolvendo impossibili intrecci sentimentali con le scontate formule di un didascalico messaggio morale".

## Conservazione
Non si conoscono copie ancora esistenti della pellicola che viene considerata presumibilmente perduta.